# Chefi la cuțite
Chefi la cuțite este un cooking show românesc, care a fost difuzat prima dată în martie 2016, de către canalul de televiziune Antena 1. Emisiunea a fost moderată de către Gina Pistol în primele 9 sezoane. În sezonul al nouălea, Gina Pistol l-a avut ca ajutor pe Speak, iar ulterior Pistol a fost înlocuită pe perioada maternității de Irina Fodor. În sezonul al zecelea Gina Pistol a revenit la prezentarea emisiunii, dar a părăsit-o din nou după sezonul 11, iar Irina Fodor a devenit gazdă permanentă începând cu sezonul 12. Juriul a fost format în primele 12 sezoane din trei chefi: Sorin Bontea, Florin Dumitrescu și Cătălin Scărlătescu. Din sezonul 13, juriul e alcătuit din patru chefi: Richard Abou Zaki, Alexandru Sautner, Ștefan Popescu și Orlando Zaharia.

## Format
Concursul Chefi la cuțite se desfășoară în trei etape. În prima etapă, concurenții ce ajung la casting-ul Chefi la cuțite participă mai întâi la proba audițiilor. Concurentul trebuie să pregătească un preparat urmând o rețetă aleasă de acesta. Ingredientele necesare sunt asigurate de către emisiune, iar participantul poate opta să aducă anumite elemente ale rețetei singur, condiția fiind ca preparatul propriu-zis să fie pregătit în bucătăria emisiunii. Apoi cei trei chefi acordă voturi sub forma unor cuțite. Un concurent are nevoie de cel puțin două voturi pentru a trece în proba următoare, cea a bootcamp-ului. Concurenții care au ajuns în această etapă sunt supuși mai multor probe culinare pe diverse teme. La sfârșitul fiecărei probe o parte din concurenți sunt eliminați de către chefi. După etapa de bootcamp, dintr-un număr mic de concurenți rămași, fiecare chef își alcătuiește o echipă din șapte concurenți (șase concurenți în primele șase sezoane, iar în sezoanele 9-11, concurenți aduși în echipă pe parcursul bătăliilor pentru a completa echipele).
În sezonul 6, s-au introdus în emisiune amuletele și cuțitele de aur. În prima etapă a emisiunii, când concurenții se află la proba audițiilor, chefii au câte un cuțit de aur pe care îl pot acorda odată unui participant pentru a-i asigura apartenența la echipa chefului respectiv. Tot în timpul probei audițiilor, chefii participă și ei la probe culinare, premiul acestora fiind amulete care acordă avantaje în a doua etapă a emisiunii, precum posibilitatea degustării preparatului echipei cât acesta este pregătit, participarea pentru o durată scurtă la realizarea preparatului, blocarea celorlalte echipe de la realizarea preparatului pentru o perioadă de timp, sau înlocuirea unui concurent dintr-o echipă cu unul din altă echipă.
În a doua etapă a concursului, echipele conduse de chefi participă la un număr de probe culinare. Fiecare echipă pregătește un preparat după o temă dată și într-un interval de timp, de obicei de 1-2 ore. Chefii au rolul de a ghida și sfătui membrii echipelor lor, fără a participa la realizarea preparatului. Un juriu ales de emisiune degustă preparatele și acordă voturi sub forma unor farfurii. Echipa cu cele mai multe farfurii trece cu toți concurenții săi în următoarea probă culinară, iar celelalte două echipe participă la proba numită duel. Concurenții pregătesc fiecare câte un preparat, iar chefii acordă în urma degustării punctaje de la 1 la 5, fără a cunoaște concurentul din spatele preparatului. În urma notării, concurentul cu nota cea mai mică este eliminat. În cazul în care sunt mai mulți concurenți cu nota minimă, aceștia pot fi toți eliminați sau pot participa la încă un duel, după care chefii decid direct un concurent care trece mai departe.
După ce majoritatea concurenților sunt eliminați și rămân doar 9, începe etapa de semifinală, în care concurenții rămași pregătesc preparate fără ajutorul chefilor și sunt notați asemănător cu duelurile. Cei mai buni trei semifinaliști participă la finala concursului. Fiecare semifinalist își formează o echipă din foști concurenți ai sezonului care au fost eliminați din echipe. Finaliștii, cu ajutorul echipelor formate, pregătesc un meniu întreg, preparatele lor fiind notate din nou de un juriu ales de emisiune. Concurentul cu cel mai mare punctaj primit câștigă trofeul și premiul de 30.000 euro.

## Câștigători
| Sezonul | Chef                    | Concurent               |
| ------- | ----------------------- | ----------------------- |
| 1       | Sorin Bontea (1)        | Cristi Șerb             |
| 2       | Florin Dumitrescu (1)   | Cristian Voicu          |
| 3       | Cătălin Scărlătescu (1) | Gianny Bănuță           |
| 4       | Sorin Bontea (2)        | Andrei Cristian Olteanu |
| 5       | Florin Dumitrescu (2)   | Bogdan Vandici          |
| 6       | Sorin Bontea (3)        | Mihai Munteanu          |
| 7       | Cătălin Scărlătescu (2) | Alexandru Comerzan      |
| 8       | Sorin Bontea (4)        | Ionuț Georgel Belei     |
| 9       | Cătălin Scărlătescu (3) | Narcisa Birjaru         |
| 10      | Sorin Bontea (5)        | Florica Boboi           |
| 11      | Sorin Bontea (6)        | Nina Hariton            |
| 12      | Florin Dumitrescu (3)   | Janni Alexandridis      |
| 13      | Alexandru Sautner (1)   | Mihai Dragomir          |
| 14      | Richard Abou Zaki (1)   | Andreea Ignat           |
| 15      | Orlando Zaharia (1)     | Claudiu Gherguț         |

| Sex      | Câștigători | Finaliști |
| -------- | ----------- | --------- |
| Masculin | 11          | 30        |
| Feminin  | 4           | 15        |

| Chef                | Câștigători | Finaliști |
| ------------------- | ----------- | --------- |
| Sorin Bontea        | 6           | 15        |
| Florin Dumitrescu   | 3           | 12        |
| Cătălin Scărlătescu | 3           | 8         |
| Richard Abou Zaki   | 1           | 5         |
| Alexandru Sautner   | 1           | 3         |
| Orlando Zaharia     | 1           | 3         |
| Ștefan Popescu      | 0           | 1         |

## Sezoane

### Sezonul 1
Primul sezon a început pe 7 martie 2016 și s-a încheiat pe 7 iunie 2016. Cristi Șerb, din echipa lui Chef Sorin Bontea, este câștigătorul primului sezon. Cristi Șerb este câștigătorul marelui premiu în valoare de 30.000 de euro.
| Proba pe echipe   | Chef Sorin Bontea(gri) | Chef Florin Dumitrescu(negru) | Chef Cătălin Scărlătescu(roșu) |
| ----------------- | ---------------------- | ----------------------------- | ------------------------------ |
| Proba 1/ Farfurii | 0                      | 7                             | 4                              |
| Proba 2/ Farfurii | 7                      | 1                             | 3                              |
| Proba 3/ Farfurii | 5                      | 5                             | 1                              |
| Proba 4/ Farfurii | 2                      | 1                             | 8                              |
| Proba 5/ Farfurii | 5                      | 0                             | 6                              |
| Proba 6/ Farfurii | 3                      | 1                             | 7                              |
| Proba 7/ Farfurii | 3                      | 6                             | 2                              |
| Proba 8/ Farfurii | 3                      | 1                             | 7                              |

| Ordine eliminări           | Echipă                   | Punctaj      | Etapă        |
| -------------------------- | ------------------------ | ------------ | ------------ |
| 18.Mihai Constandache      | Chef Sorin Bontea        | Nespecificat | Echipe       |
| 17.Daniel Zinke            | Chef Cătălin Scărlătescu | Nespecificat | Echipe       |
| 16.Eusebiu Tuchilus        | Chef Florin Dumitrescu   | Nespecificat | Echipe       |
| 15.Mihăiță George Petrescu | Chef Florin Dumitrescu   | Nespecificat | Echipe       |
| 14.Daniel Lixandru         | Chef Florin Dumitrescu   | Nespecificat | Echipe       |
| 13-12.Alex Vasile Popa     | Chef Sorin Bontea        | Nespecificat | Echipe       |
| 13-12.Daniel Ardelean      | Chef Florin Dumitrescu   | Nespecificat | Echipe       |
| 11.Cătălin Banu            | Chef Cătălin Scărlătescu | Nespecificat | Echipe       |
| 10.Doru Nicolae Mățan      | Chef Sorin Bontea        | Nespecificat | Echipe       |
| 9-7.Raluca Pop             | Chef Cătălin Scărlătescu | Nespecificat | Semifinala 1 |
| 9-7.Ana Maria Constantin   | Chef Sorin Bontea        | Nespecificat | Semifinala 1 |
| 9-7.Georgeta Ciocărlan     | Chef Florin Dumitrescu   | Nespecificat | Semifinala 1 |
| 6-4.Mădălina Busuioc       | Chef Sorin Bontea        | Nespeciifcat | Semifinala 2 |
| 6-4.Octavian Manole        | Chef Cătălin Scărlătescu | Nespecificat | Semifinala 2 |
| 6-4.Alexandru Negoiță      | Chef Cătălin Scărlătescu | Nespecificat | Semifinala 2 |
| 3-2.Cătălina Amargheoalei  | Chef Cătălin Scărlătescu | Nespecificat | Finalist     |
| 3-2.Mircea Farcaș          | Chef Florin Dumitrescu   | Nespecificat | Finalist     |
| 1.Cristi Șerb              | Chef Sorin Bontea        | Nespecificat | Câștigător   |

### Sezonul 2
Al doilea sezon a debutat pe data de 5 septembrie 2016 și s-a încheiat pe 15 noiembrie 2016.
Cei care au jurizat finala au fost bucătari cunoscuți din România. Lupta s-a dat între Alex Bălan, din echipa condusă de chef Sorin Bontea, și Cristian Voicu, din echipa condusă de chef Florin Dumitrescu. Chef Cătălin Scărlătescu nu a avut niciun reprezentant.
Cristian Voicu, din echipa lui chef Florin Dumitrescu, este câștigătorul celui de-al doilea sezon. Cristian Voicu a câștigat trofeul și marele premiu de 30.000 de euro
| Proba pe echipe   | Chef Sorin Bontea(roșu) | Chef Florin Dumitrescu(gri) | Chef Cătălin Scărlătescu(negru) |
| ----------------- | ----------------------- | --------------------------- | ------------------------------- |
| Proba 1/ Farfurii | 4                       | 3                           | 4                               |
| Proba 2/ Farfurii | 9                       | 0                           | 2                               |
| Proba 3/ Farfurii | 3                       | 7                           | 1                               |
| Proba 4/ Farfurii | 3                       | 5                           | 4                               |
| Proba 5/ Farfurii | 6                       | 2                           | 3                               |
| Proba 6/ Farfurii | 3                       | 7                           | 0                               |
| Proba 7/ Farfurii | 6                       | 1                           | 4                               |
| Proba 8/ Farfurii | 1                       | 10                          | 0                               |

| Ordine eliminări           | Echipă                   | Punctaj      | Etapă        |
| -------------------------- | ------------------------ | ------------ | ------------ |
| 18.Petru Scaletchi         | Chef Cătălin Scărlătescu | Nespecificat | Echipe       |
| 17.Lucian Bostan           | Chef Florin Dumitrescu   | Nespecificat | Echipe       |
| 16.Marian Cocoș            | Chef Sorin Bontea        | Nespecificat | Echipe       |
| 15.Marius Melniciuc        | Chef Cătălin Scărlătescu | Nespecificat | Echipe       |
| 14.George Mihali           | Chef Florin Dumitrescu   | Nespecificat | Echipe       |
| 13.Bogdan Neacșu           | Chef Sorin Bontea        | Nespecificat | Echipe       |
| 12.Ionela Mureșan          | Chef Cătălin Scărlătescu | Nespecificat | Echipe       |
| 11-9.Alexandru Filip       | Chef Cătălin Scărlătescu | Nespecificat | Echipe       |
| 11-9.Mihai Rusu            | Chef Cătălin Scărlătescu | Nespecificat | Echipe       |
| 11-9.Loredana Laslău       | Chef Sorin Bontea        | Nespecificat | Echipe       |
| 8-6.Marius Cristian Nistor | Chef Florin Dumitrescu   | Nespecificat | Semifinala 1 |
| 8-6.Cristian Sorin Podosu  | Chef Sorin Bontea        | Nespecificat | Semifinala 1 |
| 8-6.Cristina Ioniță        | Chef Florin Dumitrescu   | Nespecificat | Semifinala 1 |
| 5.Gabriel Botesan          | Chef Sorin Bontea        | 10/15        | Semifinala 2 |
| 4-3.Valentina Rausche      | Chef Florin Dumitrescu   | 11/15        | Semifinala 2 |
| 4-3.Robert Niculae         | Chef Cătălin Scărlătescu | 11/15        | Semifinala 2 |
| 2.Alexandru Bălan          | Chef Sorin Bontea        | Nespecificat | Finalist     |
| 1.Cristian Voicu           | Chef Florin Dumitrescu   | Nespecificat | Câștigător   |

### Sezonul 3
Al treilea sezon a debutat pe data de 13 februarie 2017 și s-a încheiat pe 2 mai 2017.
Finaliștii celui de-al treilea sezon al show-ului au fost George Manole, din echipa condusă de chef Sorin Bontea, Ioan Popa Giovanni, din echipa condusă de chef Florin Dumitrescu, și Iulian Gianny Bănuță din echipa condusă de chef Cătălin Scărlătescu.
Gianny Bănuță este câștigătorul celui de-al treilea sezon ”Chefi la cuțite” din echipa lui chef Cătălin Scărlătescu. Iulian Gianny Bănuță a câștigat trofeul și marele premiu de 30.000 de euro. 
| Proba pe echipe   | Chef Sorin Bontea(verde) | Chef Florin Dumitrescu(portocaliu) | Chef Cătălin Scărlătescu(mov) |
| ----------------- | ------------------------ | ---------------------------------- | ----------------------------- |
| Proba 1/ Farfurii | 1                        | 6                                  | 4                             |
| Proba 2/ Farfurii | 2                        | 9                                  | 0                             |
| Proba 3/ Farfurii | 1                        | 6                                  | 4                             |
| Proba 4/ Farfurii | 1                        | 3                                  | 7                             |
| Proba 5/ Farfurii | 9                        | 1                                  | 1                             |
| Proba 6/ Farfurii | 0                        | 8                                  | 3                             |
| Proba 7/ Farfurii | 10                       | 1                                  | 0                             |
| Proba 8/ Farfurii | 3                        | 2                                  | 6                             |

| Ordine eliminări       | Echipă                   | Punctaj      | Etapă        |
| ---------------------- | ------------------------ | ------------ | ------------ |
| 18.Gemelina Opriș      | Chef Sorin Bontea        | 7/15         | Echipe       |
| 17.Dan Cosmin          | Chef Sorin Bontea        | 10/15        | Echipe       |
| 16.Andrei Luță         | Chef Cătălin Scărlătescu | 4/15         | Echipe       |
| 15.Adrian Szucs        | Chef Florin Dumitrescu   | 3/15         | Echipe       |
| 14.Ruxanda Urse        | Chef Florin Dumitrescu   | Nespecificat | Echipe       |
| 13.Roxana Pârjol       | Chef Sorin Bontea        | Baraj        | Echipe       |
| 12.Mihai Iuliu Mureșan | Chef Florin Dumitrescu   | 5/15         | Echipe       |
| 11.Puiu Gabriel Vasile | Chef Sorin Bontea        | Nespecificat | Echipe       |
| 10-9.Andrei Căldăraru  | Chef Florin Dumitrescu   | 17/30        | Semifinala 1 |
| 10-9.Angi Cobuț        | Chef Cătălin Scărlătescu | 17/30        | Semifinala 1 |
| 8-7.Silviu Briceag     | Chef Sorin Bontea        | Nespecificat | Semifinala 2 |
| 8-7.Lorant Erdei       | Chef Cătălin Scărlătescu | Nespecificat | Semifinala 2 |
| 6.Iulian Mitea         | Chef Cătălin Scărlătescu | 21/45        | Semifinala 3 |
| 5-4.Rodovica Nina Rus  | Chef Florin Dumitrescu   | Nespecificat | Semifinala 3 |
| 5-4.Minh Binh          | Chef Cătălin Scărlătescu | Nespecificat | Semifinala 3 |
| 3.George Manole        | Chef Sorin Bontea        | Nespecificat | Finalist     |
| 2.Ioan Popa Giovanni   | Chef Florin Dumitrescu   | Nespecificat | Finalist     |
| 1.Gianny Bănuță        | Chef Cătălin Scărlătescu | Nespecificat | Câștigător   |

### Sezonul 4
Al patrulea sezon a debutat pe data de 11 septembrie 2017 și s-a încheiat pe 28 noiembrie 2017.
Finaliștii celui de-al patrulea sezon al show-ului au fost Andrei Cristian Olteanu, din echipa condusa de chef Sorin Bontea, Silvian Hârâială și Mihai Necula, ambii din echipa lui Florin Dumitrescu.
Andrei Cristian Olteanu este câștigătorul celui de-al patrulea sezon ”Chefi la cuțite” din echipa lui chef Sorin Bontea. Andrei Cristian Olteanu a câștigat trofeul și marele premiu de 30.000 de euro.
| Proba pe echipe   | Chef Sorin Bontea(verde) | Chef Florin Dumitrescu(portocaliu) | Chef Cătălin Scărlătescu(mov) |
| ----------------- | ------------------------ | ---------------------------------- | ----------------------------- |
| Proba 1/ Farfurii | 3                        | 4                                  | 4                             |
| Proba 2/ Farfurii | 4                        | 3                                  | 4                             |
| Proba 3/ Farfurii | 8                        | 1                                  | 2                             |
| Proba 4/ Farfurii | 2                        | 9                                  | 0                             |
| Proba 5/ Farfurii | 5                        | 6                                  | 0                             |
| Proba 6/ Farfurii | 0                        | 8                                  | 3                             |
| Proba 7/ Farfurii | 6                        | 2                                  | 3                             |
| Proba 8/ Farfurii | 4                        | 7                                  | 0                             |

| Ordine eliminări             | Echipă                   | Punctaj         | Etapă        |
| ---------------------------- | ------------------------ | --------------- | ------------ |
| 18.Marius Georgescu          | Chef Florin Dumitrescu   | Nespecificat    | Echipe       |
| 17.Bucur Cristian            | Chef Florin Dumitrescu   | 4/15            | Echipe       |
| 16.Botiș Ioana               | Chef Florin Dumitrescu   | 11/15           | Echipe       |
| 15.Micky Vîrtop              | Chef Cătălin Scărlătescu | Nespecificat    | Echipe       |
| 14.Loredana Ene              | Chef Cătălin Scărlătescu | Nespecificat    | Echipe       |
| 13.Ilieș Vasile Mirel        | Chef Sorin Bontea        | 0/15            | Echipe       |
| 12.Iulia Sălăjan             | Chef Cătălin Scărlătescu | Nespecificat    | Echipe       |
| 11.Bartisch Monica           | Chef Sorin Bontea        | 4/15            | Echipe       |
| 10-9.Stratulat Fuioagă Irina | Chef Florin Dumitrescu   | Nespecificat    | Semifinala 1 |
| 10-9.Samir Fareș             | Chef Sorin Bontea        | Nespecificat    | Semifinala 1 |
| 8-7.Ionescu Mihai            | Chef Cătălin Scărlătescu | 20/55 sau 23/55 | Semifinala 2 |
| 8-7.Ionuț Chirițoiu          | Chef Sorin Bontea        | 20/55 sau 23/55 | Semifinala 2 |
| 6-4.Angie Moisescu           | Chef Cătălin Scărlătescu | Nespecificat    | Semifinala 3 |
| 6-4.Ailincăi Cosmin          | Chef Sorin Bontea        | Nespecificat    | Semifinala 3 |
| 6-4.Lazăr Florin             | Chef Cătălin Scărlătescu | Nespecificat    | Semifinala 3 |
| 3.Necula Mihai               | Chef Florin Dumitrescu   | Nespecificat    | Finalist     |
| 2.Hărăială Silvian           | Chef Florin Dumitrescu   | Nespecificat    | Finalist     |
| 1.Andrei Cristian Olteanu    | Chef Sorin Bontea        | Nespecificat    | Câștigător   |

### Sezonul 5
Al cincilea sezon a debutat pe data de 9 aprilie 2018 și s-a încheiat pe 26 iunie 2018.
Finaliștii celui de-al cincilea sezon al show-ului au fost Bogdan Vandici, din echipa condusă de chef Florin Dumitrescu, Cristina Pavel și Marlena Botezatu din echipa lui chef Sorin Bontea.
Bogdan Vandici este câștigătorul celui de-al cincilea sezon ”Chefi la cuțite”, din echipa lui chef Florin Dumitrescu. Bogdan Vandici a câștigat trofeul și marele premiu de 30.000 de euro. 
| Proba pe echipe   | Chef Sorin Bontea(verde) | Chef Florin Dumitrescu(albastru) | Chef Cătălin Scărlătescu(galben) |
| ----------------- | ------------------------ | -------------------------------- | -------------------------------- |
| Proba 1/ Farfurii | 7                        | 3                                | 3                                |
| Proba 2/ Farfurii | 2                        | 3                                | 6                                |
| Proba 3/ Farfurii | 6                        | 4                                | 1                                |
| Proba 4/ Farfurii | 3                        | 3                                | 5                                |
| Proba 5/ Farfurii | 2                        | 5                                | 4                                |
| Proba 6/ Farfurii | 2                        | 1                                | 8                                |
| Proba 7/ Farfurii | 7                        | 2                                | 2                                |
| Proba 8/ Farfurii | 3                        | 0                                | 8                                |

| Ordine eliminări          | Echipă                   | Punctaj          | Etapă        |
| ------------------------- | ------------------------ | ---------------- | ------------ |
| 18.Julius Ponce Gutierrez | Chef Florin Dumitrescu   | Motive personale | Echipe       |
| 17.Victor Ioniță          | Chef Florin Dumitrescu   | 7/15             | Echipe       |
| 16.Mikloș Tolnai          | Chef Cătălin Scărlătescu | Baraj            | Echipe       |
| 15.Vlad Alb               | Chef Sorin Bontea        | Baraj            | Echipe       |
| 14.Antoanela Samoilă      | Chef Cătălin Scărlătescu | 3/15             | Echipe       |
| 13.Fernando Polo          | Chef Sorin Bontea        | Descalificat     | Echipe       |
| 12.Robert Csaba Hajdu     | Chef Florin Dumitrescu   | 6/15             | Echipe       |
| 11.Elena Rus              | Chef Florin Dumitrescu   | 3/15             | Echipe       |
| 10.Liviu Morărescu        | Chef Sorin Bontea        | 9/15             | Echipe       |
| 9-8.Ștefania Manea        | Chef Cătălin Scărlătescu | Nespecificat     | Semifinala 1 |
| 9-8.Robertino Țarălungă   | Chef Sorin Bontea        | Nespecificat     | Semifinala 1 |
| 7.Răzvan Constantin       | Chef Cătălin Scărlătescu | Nespecificat     | Semifinala 2 |
| 6-4.Amedeo Drosu          | Chef Cătălin Scărlătescu | Nespecificat     | Semifinala 3 |
| 6-4.Mihai Chelaru         | Chef Cătălin Scărlătescu | Nespecificat     | Semifinala 3 |
| 6-4.Gabriel Mocanu        | Chef Florin Dumitrescu   | Nespecificat     | Semifinala 3 |
| 3.Marlena Botezatu        | Chef Sorin Bontea        | Nespecificat     | Finalist     |
| 2.Cristina Pavel          | Chef Sorin Bontea        | Nespecificat     | Finalist     |
| 1.Bogdan Vandici          | Chef Florin Dumitrescu   | Nespecificat     | Câștigător   |

### Sezonul 6
Al șaselea sezon a debutat pe data de 29 octombrie 2018 și s-a încheiat pe 22 ianuarie 2019.
Finaliștii celui de-al șaselea sezon al show-ului au fost Maria Burlacu și Andrei Balazs, din echipa condusă de chef Cătălin Scărlătescu, Mihai Munteanu (Munti) din echipa lui chef Sorin Bontea. Chef Florin Dumitrescu nu a avut niciun reprezentant.
Mihai Munteanu (Munti) este câștigătorul celui de-al șaselea sezon ”Chefi la cuțite” din echipa lui chef Sorin Bontea. El a câștigat trofeul și marele premiu de 30.000 de euro. 
| Proba pe echipe   | Chef Sorin Bontea(albastru) | Chef Florin Dumitrescu(roșu) | Chef Cătălin Scărlătescu(galben) |
| ----------------- | --------------------------- | ---------------------------- | -------------------------------- |
| Proba 1/ Farfurii | 5                           | 2                            | 4                                |
| Proba 2/ Farfurii | 2                           | 5                            | 4                                |
| Proba 3/ Farfurii | 4                           | 5                            | 3                                |
| Proba 4/ Farfurii | 7                           | 1                            | 3                                |
| Proba 5/ Farfurii | 1                           | 6                            | 4                                |
| Proba 6/ Farfurii | 5                           | 0                            | 6                                |
| Proba 7/ Farfurii | 3                           | 6                            | 2                                |
| Proba 8/ Farfurii | 5                           | 5                            | 1                                |

| Ordine eliminări                                     | Echipă                   | Punctaj      | Etapă        |
| ---------------------------------------------------- | ------------------------ | ------------ | ------------ |
| 18.Ovidiu Malisevschi                                | Chef Florin Dumitrescu   | 5/15         | Echipe       |
| 17.Denis Timbalaru                                   | Chef Sorin Bontea        | 3/15         | Echipe       |
| 16.Alex Ilinca(cuțitul de aur)                       | Chef Sorin Bontea        | 4/15         | Echipe       |
| 15.Mona Siantiu                                      | Chef Florin Dumitrescu   | Baraj        | Echipe       |
| 14.Marian Rusu                                       | Chef Cătălin Scărlătescu | 4/15         | Echipe       |
| 13.Marius Greab                                      | Chef Florin Dumitrescu   | 7/15         | Echipe       |
| 12.Edna Bahu                                         | Chef Cătălin Scărlătescu | Amuletă      | Echipe       |
| 11.Like Creața                                       | Chef Florin Dumitrescu   | 3/15         | Echipe       |
| 10-8.Ana Maria Crudu                                 | Chef Cătălin Scărlătescu | Sub 20/45    | Semifinala 1 |
| 10-8.Sorin Stan                                      | Chef Sorin Bontea        | Sub 20/45    | Semifinala 1 |
| 10-8.Valentin Dumitrescu                             | Chef Sorin Bontea        | Sub 20/45    | Semifinala 1 |
| 7-6.Nela Chișcoci                                    | Chef Florin Dumitrescu   | Nespecificat | Semifinala 2 |
| 7-6.Dumbrava Bogdan George                           | Chef Florin Dumitrescu   | Nespecificat | Semifinala 2 |
| 5-4.Cătălin Bădici                                   | Chef Cătălin Scărlătescu | Nespecificat | Semifinala 3 |
| 5-4.Silviu Nedelea(Cuțitul de Aur/Florin Dumitrescu) | Chef Sorin Bontea        | Nespecificat | Semifinala 3 |
| 3-2.Maria Burlacu(Cuțitul de Aur)                    | Chef Cătălin Scărlătescu | Nespecificat | Finalist     |
| 3-2.Andrei Balazs                                    | Chef Cătălin Scărlătescu | Nespecificat | Finalist     |
| 1.Mihai Munteanu                                     | Chef Sorin Bontea        | Nespecificat | Câștigător   |

### Sezonul 7
Finaliștii celui de-al șaptelea sezon au fost Alexandru Popa și Robert "Bobby" Săvoiu, din echipa lui chef Sorin Bontea și Alexandru Comerzan, din echipa lui chef Cătălin Scărlătescu.
Câștigătorul sezonului 7 a fost Alexandru Comerzan din echipa lui chef Cătălin Scărlătescu. 
El a câștigat trofeul și marele premiu de 30.000 de euro.

#### Top 21
| Echipă       | Concurent              | Vârstă    | Domiciliu         | Ocupație                       | Status                          |
| ------------ | ---------------------- | --------- | ----------------- | ------------------------------ | ------------------------------- |
| Mov          | Alexandru Comerzan🔪   | 31 de ani | 🇲🇩 Chișinău       | Chef Bucătar                   | Câștigător 18 Decembrie 2019    |
| Verde        | Robert "Bobby" Săvoiu  | 26 de ani | 🇬🇧 Marea Britanie | Bucătar                        | Finaliști 18 Decembrie 2019     |
| Verde        | Alexandru Popa🔪       | 28 de ani | București         | Bucătar                        | Finaliști 18 Decembrie 2019     |
| Albastră     | Andrei Flueraru        | 23 de ani | Constanța         | Sous Chef                      | Semifinaliști 17 Decembrie 2019 |
| Albastră/Mov | Rahela Pîslaru         | 22 de ani | Jilava,Ilfov      | Cofetar                        | Semifinaliști 17 Decembrie 2019 |
| Verde        | Alexandru Sasu         | 25 de ani | București         | Bucătar                        | Semifinaliști 17 Decembrie 2019 |
| Mov          | Daniel Andries         | 30 de ani | București         | Executive Chef                 | Semifinaliști 17 Decembrie 2019 |
| Albastră     | Paul Mino Niculescu    | 30 de ani | București         | Inginer Electronist            | Semifinaliști 17 Decembrie 2019 |
| Verde        | Răzvan Babană          | 24 de ani | Timișoara,Timiș   | Organizator de evenimente      | Semifinaliști 17 Decembrie 2019 |
| Albastră     | Daniel Budai           | 24 de ani | Maramureș         | Antreprenor                    | Eliminați 11 Decembrie 2019     |
| Verde        | Irina Onescu           | 34 de ani | Pietriș,Arad      | Primar                         | Eliminați 11 Decembrie 2019     |
| Mov/Albastră | Amalia Bellantoni      | 39 de ani | București         | Manager                        | Eliminată 10 Decembrie 2019     |
| Albastră     | Eugenia Gheorghe       | 51 de ani | București         | Bucătar                        | Eliminată 4 Decembrie 2019      |
| Albastră     | Ernesto Dosman🔪       | 47 de ani | Brașov/🇵🇦 Panama  | Executive Chef                 | Eliminat 3 Decembrie 2019       |
| Verde        | Iulian Olaru           | 37 de ani | București         | Bucătar                        | Eliminați 27 Noiembrie 2019     |
| Verde        | Florin Petcu           | 27 de ani | Reșița            | Chef Bucătar                   | Eliminați 27 Noiembrie 2019     |
| Mov          | Alexandra Ștefănescu   | 36 de ani | 🇩🇰 Danemarca      | Șoferiță de TIR                | Eliminată 26 Noiembrie 2019     |
| Albastră     | Andrei Tănasă          | 32 de ani | Pitești,Argeș     | Bucătar                        | Eliminat 20 Noiembrie 2019      |
| Mov          | Alin Voinea (Rechinu') | 29 de ani | Constanța         | Bucătar                        | Eliminat 19 Noiembrie 2019      |
| Mov          | Alfred Olteanu(Alfa)   | 24 de ani | București         | Jucător și profesor de kendama | Eliminat 13 Noiembrie 2019      |
| Mov          | Luminița Borcean       | 37 de ani | București         | Bucătar                        | Eliminată 12 Noiembrie 2019     |

#### Tabel eliminări
| Clasament  | Concurenții           | Ediția | Ediția | Ediția | Ediția | Ediția | Ediția | Ediția | Ediția | Ediția | Ediția | Ediția | Ediția |
| ---------- | --------------------- | ------ | ------ | ------ | ------ | ------ | ------ | ------ | ------ | ------ | ------ | ------ | ------ |
| Clasament  | Concurenții           | 20     | 21     | 22     | 23     | 24     | 25     | 26     | 27     | 28     | 29     | 30     | 31     |
| Finala     |                       |        |        |        |        |        |        |        |        |        |        |        |        |
| 1          | Alexandru Comerzan🔪  |        |        |        |        |        |        |        |        |        |        |        |        |
| 2/3        | Robert "Bobby" Săvoiu |        |        |        |        |        |        |        |        |        |        |        |        |
| 2/3        | Alexandru Popa🔪      |        |        |        |        |        |        |        |        |        |        |        |        |
| Semifinale |                       |        |        |        |        |        |        |        |        |        |        |        |        |
| 4-9        |                       |        |        |        |        |        |        |        |        |        |        |        |        |
| 4-9        |                       |        |        |        |        |        |        |        |        |        |        |        |        |
| 4-9        |                       |        |        |        |        |        |        |        |        |        |        |        |        |
| 4-9        |                       |        |        |        |        |        |        |        |        |        |        |        |        |
| 4-9        |                       |        |        |        |        |        |        |        |        |        |        |        |        |
| 4-9        |                       |        |        |        |        |        |        |        |        |        |        |        |        |

### Sezonul 8
Al optulea sezon a debutat pe data de 7 septembrie 2020 și s-a încheiat pe 16 decembrie 2020.
Finaliștii celui de-al optulea sezon al show-ului au fost Roxana Blenche din echipa condusă de chef Florin Dumitrescu, Maria Șandru și Ionut Belei din echipa lui chef Sorin Bontea. Chef Cătălin Scărlătescu nu a avut niciun reprezentant.
Ionut Belei este câștigătorul celui de-al optulea sezon ”Chefi la cuțite” din echipa lui chef Sorin Bontea. El a câștigat trofeul și marele premiu de 30.000 de euro. 

#### Top 21
Legendă:
     – Eliminat
     – Câștigător
     – Locul 2/3
| Echipă           | Concurent                        | Vârstă | Domiciliu                                                            | Ocupație                  | Status                       |
| ---------------- | -------------------------------- | ------ | -------------------------------------------------------------------- | ------------------------- | ---------------------------- |
| Dungi            | Ionuț Georgel Belei              | 26     | Cluj-Napoca, Cluj / Gura Humorului, Suceava / București              | Bucătar                   | Câștigător 16 Decembrie 2020 |
| Carouri / Buline | Roxana Blenche                   | 27     | București / Cluj-Napoca, Cluj/ Brașov, Brașov / Baia Mare, Maramureș | Bucătar chef              | Locul 2/3 16 Decembrie 2020  |
| Dungi            | Maria Șandru                     | 27     | Roma, Italia                                                         | Chef de partie            | Locul 2/3 16 Decembrie 2020  |
| Carouri          | Paul Maxim                       | 27     | Cluj-Napoca, Cluj                                                    | Bucătar                   | Eliminat 15 Decembrie 2020   |
| Carouri          | Cristian Boca                    | 25     | Londra, Anglia / Cluj-Napoca, Cluj                                   | Bucătar                   | Eliminat 15 Decembrie 2020   |
| Dungi / Buline   | Andrei Hîncu (Kani)              | 30     | București                                                            | Frizer                    | Eliminat 15 Decembrie 2020   |
| Dungi            | Adrian Luca                      | 23     | Milano, Italia / Timișoara, Timiș                                    | Bucătar                   | Eliminat 15 Decembrie 2020   |
| Buline           | Claudia Radu (Claudette)         | 27     | București                                                            | Relații clienți           | Eliminat 15 Decembrie 2020   |
| Carouri          | Cătălin Rizea                    | 33     | București                                                            | Artist manager            | Eliminat 15 Decembrie 2020   |
| Dungi            | Silviu Costan (Foca)             | 34     | Cluj-Napoca, Cluj                                                    | Bucătar                   | Eliminat 8 Decembrie 2020    |
| Carouri          | Robert Vasiliu (Ragnar)          | 25     | Constanța, Constanța / Cluj-Napoca, Cluj                             | Bucătar                   | Eliminat 7 Decembrie 2020    |
| Carouri          | Lavinia Ilcău (Diva)             | 33     | Timișoara, Timiș                                                     | Make up artist            | Eliminat 2 Decembrie 2020    |
| Buline           | Alberto Florin Chelu             | 35     | Manchester, Anglia / Mioveni, Argeș / Pitești, Argeș                 | Sous chef / Fotbalist     | Eliminat 1 Decembrie 2020    |
| Buline           | Vincent Lointier                 | 35     | Cluj-Napoca, Cluj                                                    | Chef bucătar              | Eliminat 30 Noiembrie 2020   |
| Dungi            | Roxana Vasile                    | 28     | București                                                            | Chef                      | Eliminat 25 Noiembrie 2020   |
| Dungi / Buline   | Vlăduț Manoliu                   | 31     | Iași                                                                 | Bucătar                   | Eliminat 24 Noiembrie 2020   |
| Buline / Dungi   | Edmond Hubert Zannidache (Zanni) | 22     | București                                                            | Cântăreț                  | Eliminat 23 Noiembrie 2020   |
| Carouri          | Adina Lavinia Szekely (Baby)     | 39     | Lisabona, Portugalia                                                 | Guvernantă                | Eliminat 17 Noiembrie 2020   |
| Buline           | Cristina Raiu                    | 42     | München, Germania                                                    | Bucătar                   | Eliminat 16 Noiembrie 2020   |
| Dungi / Carouri  | Romică Romașcu (Romediu)         | 49     | București                                                            | Antreprenor și psihologie | Eliminat 11 Noiembrie 2020   |
| Carouri          | Nicolae Coca Eupsihie            | 26     | Berlin, Germania                                                     | Ajutor de bucătar         | Eliminat 9 Noiembrie 2020    |

#### Probe pe echipe
| Proba pe echipe    | Total farfurii      | Total farfurii           | Total farfurii             |
| Proba pe echipe    | Chef Sorin Bontea 4 | Chef Florin Dumitrescu 5 | Chef Cătălin Scărlătescu 7 |
| ------------------ | ------------------- | ------------------------ | -------------------------- |
| Proba 1 Ediția 28  | 9                   | 0                        | 2                          |
| Proba 2 Ediția 29  | 3                   | 5                        | 3                          |
| Proba 3 Ediția 30  | 7                   | 4                        | 0                          |
| Proba 4 Ediția 31  | 1                   | 2                        | 8                          |
| Proba 5 Ediția 32  | 0                   | 7                        | 4                          |
| Proba 6 Ediția 33  | 4                   | 2                        | 5                          |
| Proba 7 Ediția 34  | 2                   | 7                        | 2                          |
| Proba 8 Ediția 35  | 4                   | 1                        | 6                          |
| Proba 9 Ediția 36  | 4                   | 4                        | 3                          |
| Proba 10 Ediția 37 | 3                   | 1                        | 7                          |
| Proba 11 Ediția 38 | 1                   | 1                        | 9                          |
| Proba 12 Ediția 39 | 1                   | 5                        | 5                          |
| Proba 13 Ediția 40 | 7                   | 0                        | 4                          |
| Proba 14 Ediția 41 | 3                   | 3                        | 5                          |

#### Tabel eliminări
| 1          | Ionuț Georgel Belei              | IMU    | CÂȘ 15 | IMU      | IND 11 | IND 14 | CÂȘ 15 | CÂȘ 15 | IND 14 | IND 12 | CÂȘ 15 | IND 13  | CÂȘ 15 | IMU    | CÂȘ 15 | AVA | AVA N/A  | CÂȘTIGĂTOR   |  |  |  |  |  |  |  |  |  |  |  |  |  |  |
| 2/3        | Maria Șandru                     | IMU    | IND 10 | IMU      | IND 13 | IND 13 | IND 11 | IND 11 | ULT 9  | IMU    | CÂȘ 15 | IND 11  | IND 14 | IMU    | IND 14 | AVA | AVA 86   | LOCURILE 2/3 |  |  |  |  |  |  |  |  |  |  |  |  |  |  |
| 2/3        | Roxana Blenche                   | CÂȘ 15 | IMU    | IND 14   | IND 11 | IMU    | IND 12 | IMU    | IND 12 | IND 14 | IND 14 | IND 14  | CÂȘ 15 | CÂȘ 15 | CÂȘ 15 | AVA | AVA N/A  | LOCURILE 2/3 |  |  |  |  |  |  |  |  |  |  |  |  |  |  |
| Semifinale |                                  |        |        |          |        |        |        |        |        |        |        |         |        |        |        |     |          |              |  |  |  |  |  |  |  |  |  |  |  |  |  |  |
| 4          | Paul Maxim                       | IND 14 | IND 13 | IND 10   | IMU    | ULT 9  | IMU    | IND 14 | IMU    | IND 13 | IMU    | IMU     | IMU    | ULT 6  | IMU    | AVA | ELIM 86  |              |  |  |  |  |  |  |  |  |  |  |  |  |  |  |
| 5-9        | Cătălin Rizea                    | IND 10 | IND 12 | IND 12   | IMU    | CÂȘ 15 | IMU    | IND 12 | IMU    | ULT 9  | IMU    | IMU     | IND 12 | IND 12 | IMU    | AVA | ELIM N/A |              |  |  |  |  |  |  |  |  |  |  |  |  |  |  |
| 5-9        | Claudia Radu - Claudette         | IND 12 | IMU    | IND 10   | IND 11 | IMU    | IND 10 | IMU    | ULT 9  | IMU    | IND 10 | IND 13  | IND 12 | IND 11 | IND 13 | AVA | ELIM N/A |              |  |  |  |  |  |  |  |  |  |  |  |  |  |  |
| 5-9        | Cristian Boca                    | IND 8  | CÂȘ 15 | IND 11   | IMU    | CÂȘ 15 | IMU    | CÂȘ 15 | IMU    | CÂȘ 15 | IMU    | IMU     | IMU    | CÂȘ 15 | IMU    | AVA | ELIM N/A |              |  |  |  |  |  |  |  |  |  |  |  |  |  |  |
| 5-9        | Andrei Hîncu - Kanni             | IND 9  | IMU    | IND 9    | IND 12 | IMU    | IND 12 | IMU    | IND 10 | IMU    | ULT 9  | ULT 9   | IMU    | IND 12 | IND 13 | AVA | ELIM N/A |              |  |  |  |  |  |  |  |  |  |  |  |  |  |  |
| 5-9        | Adrian Luca                      | IMU    | IND 12 | IMU      | IND 11 | ULT 9  | IND 10 | IND 14 | IND 11 | IMU    | ULT 9  | IND 13  | IND 13 | IMU    | ULT 10 | AVA | ELIM N/A |              |  |  |  |  |  |  |  |  |  |  |  |  |  |  |
| Bătălii    |                                  |        |        |          |        |        |        |        |        |        |        |         |        |        |        |     |          |              |  |  |  |  |  |  |  |  |  |  |  |  |  |  |
| 10         | Silviu Costan - Foca             | IMU    | IND 9  | IMU      | ULT 9  | ULT 9  | ULT 8  | IND 12 | IND 10 | IMU    | CÂȘ 15 | IND N/A | IND 13 | IMU    | ELIM 8 |     |          |              |  |  |  |  |  |  |  |  |  |  |  |  |  |  |
| 11         | Robert Vasiliu - Ragnar          | IND 11 | IND 13 | ULT N/A  | IMU    | ULT 9  | IMU    | IND 13 | IMU    | ULT 9  | IMU    | IMU     | ULT 9  | ELIM 8 |        |     |          |              |  |  |  |  |  |  |  |  |  |  |  |  |  |  |
| 12         | Lavinia Ilcău - Diva             | IND 9  | IND 9  | IND 12   | IMU    | ULT 9  | IMU    | ULT 9  | IMU    | IND 10 | IMU    | IMU     | ELIM 7 |        |        |     |          |              |  |  |  |  |  |  |  |  |  |  |  |  |  |  |
| 13         | Alberto Florin Chelu             | IND 10 | IMU    | IND 11   | IND 13 | IMU    | IND 14 | IMU    | IND 10 | IND 12 | IND 11 | ELIM 7  |        |        |        |     |          |              |  |  |  |  |  |  |  |  |  |  |  |  |  |  |
| 14         | Vincent Lointier                 | CÂȘ 15 | IMU    | IND 9    | IND 10 | IMU    | CÂȘ 15 | IMU    | IND 13 | IND 13 | ELIM 6 |         |        |        |        |     |          |              |  |  |  |  |  |  |  |  |  |  |  |  |  |  |
| 15         | Roxana Vasile                    | IMU    | IND 10 | IMU      | IND 10 | ULT 9  | IND 10 | IND 11 | IND 12 | ELIM 8 |        |         |        |        |        |     |          |              |  |  |  |  |  |  |  |  |  |  |  |  |  |  |
| 16         | Vlăduț Manoliu                   | IND 8  | IMU    | IND 14   | IND 10 | IMU    | ULT 5  | IND 12 | ELIM 8 |        |        |         |        |        |        |     |          |              |  |  |  |  |  |  |  |  |  |  |  |  |  |  |
| 17         | Edmond Hubert Zannidache - Zanni | IMU    | IND 10 | IMU      | ULT 9  | IND 12 | ULT 7  | ELIM 8 |        |        |        |         |        |        |        |     |          |              |  |  |  |  |  |  |  |  |  |  |  |  |  |  |
| 18         | Adina Lavinia Szekely - Baby     | ULT 6  | ULT 8  | IND 8    | IMU    | ELIM 7 |        |        |        |        |        |         |        |        |        |     |          |              |  |  |  |  |  |  |  |  |  |  |  |  |  |  |
| 19         | Cristina Raiu                    | IND 10 | IMU    | IND 14   | ELIM 7 |        |        |        |        |        |        |         |        |        |        |     |          |              |  |  |  |  |  |  |  |  |  |  |  |  |  |  |
| 20         | Romică Romașcu - Romediu         | IMU    | ULT 6  | ELIM N/A |        |        |        |        |        |        |        |         |        |        |        |     |          |              |  |  |  |  |  |  |  |  |  |  |  |  |  |  |
| 21         | Nicolae Coca - Eupsihie          | ELIM 4 |        |          |        |        |        |        |        |        |        |         |        |        |        |     |          |              |  |  |  |  |  |  |  |  |  |  |  |  |  |  |

Legendă:
     (CÂȘTIGĂTOR) - concurentul a câștigat Chef la cuțite.
     (LOCURILE 2/3) - concurentul a fost pe locurile 2 sau 3 la Chef la cuțite.
     CÂȘ – concurentul a obținut cel mai mare punctaj la o probă individuală.
     ELIM  – concurentul a fost eliminat de la Chef la cuțite.
     IMU   – concurentul a fost în echipa câștigătoare și nu a participat la probă individuală, avansând la următoarea bătălie.
     IND – concurentul a participat la probă individuală, avansând la următoarea bătălie.
     ULT   – concurentul a fost salvat de la eliminare de unul dintre Chefi, avansând la următoarea bătălie.
     ULT   – concurentul a fost ultimul salvat, avansând la următoarea bătălie.
     AVA - concurentul a participat în probele din semifinale, avansând la următoarea probă

### Sezonul 9
Al noulea sezon a debutat pe data de 28 februarie 2021 și s-a încheiat pe 16 iunie 2021.
Finaliștii celui de-al nouălea sezon al show-ului au fost Cătălin Amarandei din echipa condusă de chef Florin Dumitrescu, Narcisa Birjaru din echipa lui chef Cătălin Scărlătescu și Cristina Elena Matei din echipa lui chef Sorin Bontea.
Narcisa Birjaru este câștigătoarea celui de-al nouălea sezon ”Chefi la cuțite” din echipa lui chef Cătălin Scărlătescu, fiind prima femeie ce câștigă concursul. Ea a câștigat trofeul și marele premiu de 30.000 de euro. 

#### Top 24
Legendă:
     – Eliminat
     – Câștigător
     – Locul 2/3
| Concurent                       | Vârstă | Domiciliu   | Ocupație        | Status                   |
| ------------------------------- | ------ | ----------- | --------------- | ------------------------ |
| Narcisa Birjaru                 | 24     | București   | Bucătar         | Câștigător 16 Iunie 2021 |
| Cătălin Amarandei               | 28     | Iași        | Bucătar         | Locul 2/3 16 Iunie 2021  |
| Cristina Elena Matei            | 22     | Ploiești    | Bucătar         | Locul 2/3 16 Iunie 2021  |
| Alexandru Bădițoaia             | 28     | București   | Sous Chef       | Eliminat 15 Iunie 2021   |
| Florin Ștefan Borleanu (Pandao) | 26     | București   | Bucătar         | Eliminat 15 Iunie 2021   |
| David Ioniță (Keed)             | 32     | București   | Artist          | Eliminat 15 Iunie 2021   |
| Valentina Ioniță (Lebăduța)     | 38     | București   | Freelancer      | Eliminat 15 Iunie 2021   |
| Florin Revesz                   | 27     | Baia Mare   | Bucătar         | Eliminat 15 Iunie 2021   |
| Rikito Watanabe (Riki)          | 27     | Constanța   | Executive Chef  | Eliminat 15 Iunie 2021   |
| Victorina Matveev               | 37     | Gherța Mică | Cofetar Patiser | Eliminat 13 iunie 2021   |
| Dorin Voiasciuc                 | 31     | Timișoara   | Bucătar         | Eliminat 13 iunie 2021   |
| Ciprian Antone                  | 40     | București   | Antreprenor     | Eliminat 7 Iunie 2021    |
| Vincenzo Aiello (Enzo)          | 32     | București   | Manager         | Eliminat 6 Iunie 2021    |
| Nicoleta Pop (Nico)             | 37     | Brașov      | Antreprenor     | Eliminat 1 Iunie 2021    |
| Andra Mihail                    | 30     | Constanța   | Antreprenor     | Eliminat 31 Mai 2021     |
| Paul Sorin Vasile               | 27     | Cernica     | Bucătar         | Eliminat 30 Mai 2021     |
| Cristina Mălai                  | 31     | București   | Bucătar Chef    | Eliminat 24 Mai 2021     |
| Mirela Negoiță                  | 41     | București   | Bucătar         | Eliminat 23 Mai 2021     |
| Gabriela Porumbel (Porumbița)   | 29     | București   | Bucătar         | Eliminat 18 Mai 2021     |
| Francisco Garcia                | 42     | București   | Bucătar         | Eliminat 17 Mai 2021     |
| Alexandro Matias                | 31     | București   | Artist          | Eliminat 11 Mai 2021     |
| Theo Costache                   | 28     | București   | Actor           | Eliminat 10 Mai 2021     |
| Luca Pintea                     | 29     | București   | Bucătar         | Eliminat 9 Mai 2021      |
| Radu Micu                       | 38     | București   | Actor           | Eliminat 4 Mai 2021      |

#### Proba de îndemânare
| Proba pe echipe    | Total câștiguri               | Total câștiguri                 | Total câștiguri                      |
| Proba pe echipe    | Chef Sorin Bontea Furculițe 3 | Chef Florin Dumitrescu Cuțite 4 | Chef Cătălin Scărlătescu Lingurițe 1 |
| ------------------ | ----------------------------- | ------------------------------- | ------------------------------------ |
| Proba 1 Ediția 30  | 0                             | 1                               | 0                                    |
| Proba 2 Ediția 31  | N/A                           | N/A                             | N/A                                  |
| Proba 3 Ediția 32  | 0                             | 1                               | 0                                    |
| Proba 4 Ediția 33  | 0                             | 1                               | 0                                    |
| Proba 5 Ediția 34  | N/A                           | N/A                             | N/A                                  |
| Proba 6 Ediția 35  | 0                             | 1                               | 0                                    |
| Proba 7 Ediția 36  | N/A                           | N/A                             | N/A                                  |
| Proba 8 Ediția 37  | N/A                           | N/A                             | N/A                                  |
| Proba 9 Ediția 38  | 1                             | 0                               | 0                                    |
| Proba 10 Ediția 39 | N/A                           | N/A                             | N/A                                  |
| Proba 11 Ediția 40 | N/A                           | N/A                             | N/A                                  |
| Proba 12 Ediția 41 | N/A                           | N/A                             | N/A                                  |
| Proba 13 Ediția 42 | 1                             | 0                               | 0                                    |
| Proba 14 Ediția 43 | 1                             | 0                               | 0                                    |
| Proba 15 Ediția 44 | 0                             | 0                               | 1                                    |
| Proba 16 Ediția 45 | N/A                           | N/A                             | N/A                                  |
| Proba 17 Ediția 46 | N/A                           | N/A                             | N/A                                  |

#### Probe pe echipe
| Proba pe echipe    | Total farfurii                | Total farfurii                  | Total farfurii                       |
| Proba pe echipe    | Chef Sorin Bontea Furculițe 4 | Chef Florin Dumitrescu Cuțite 8 | Chef Cătălin Scărlătescu Lingurițe 7 |
| ------------------ | ----------------------------- | ------------------------------- | ------------------------------------ |
| Proba 1 Ediția 30  | 0                             | 3                               | 8                                    |
| Proba 2 Ediția 31  | 3                             | 4                               | 4                                    |
| Proba 3 Ediția 32  | 2                             | 4                               | 5                                    |
| Proba 4 Ediția 33  | 3                             | 3                               | 5                                    |
| Proba 5 Ediția 34  | 2                             | 7                               | 2                                    |
| Proba 6 Ediția 35  | 2                             | 8                               | 1                                    |
| Proba 7 Ediția 36  | 10                            | 1                               | 0                                    |
| Proba 8 Ediția 37  | 5                             | 3                               | 3                                    |
| Proba 9 Ediția 38  | 3                             | 4                               | 4                                    |
| Proba 10 Ediția 39 | 2                             | 7                               | 2                                    |
| Proba 11 Ediția 40 | 6                             | 1                               | 4                                    |
| Proba 12 Ediția 41 | 3                             | 7                               | 1                                    |
| Proba 13 Ediția 42 | 2                             | 5                               | 4                                    |
| Proba 14 Ediția 43 | 3                             | 5                               | 3                                    |
| Proba 15 Ediția 44 | 2                             | 2                               | 7                                    |
| Proba 16 Ediția 45 | 5                             | 2                               | 4                                    |
| Proba 17 Ediția 46 | 0                             | 3                               | 8                                    |

#### Tabel eliminări
| 1          | Narcisa     | Narcisa     | Narcisa     | Narcisa     | IMU    | IMU     | IMU    | IMU    | IND 10 | CÂȘ 15 | IND 14 | IND 10 | IMU    | IND 9  | CÂȘ 15 | IND 10 | IND 12 | CÂȘ 15  | IMU    | ULT 12 | IMU    | AVA | AVA      | CÂȘTIGĂTOR   |  |  |  |
| 2/3        | Cătălin     | Cătălin     | Cătălin     | Cătălin     | IND 12 | IND 10  | IND 12 | IND 13 | IMU    | IMU    | CÂȘ 15 | CÂȘ 15 | ULT 9  | IMU    | IND 13 | IMU    | IMU    | IMU     | IND 13 | CÂȘ 15 | CÂȘ 15 | AVA | AVA      | LOCURILE 2/3 |  |  |  |
| 2/3        |             |             | Elena       | Elena       | IND 14 | IND 12  | IND 13 | CÂȘ 15 | IND 14 | CÂȘ 15 | IMU    | IMU    | ULT 9  | IND 11 | IMU    | IND 13 | IND 13 | IND 11  | IND 13 | IMU    | CÂȘ 15 | AVA | AVA      | LOCURILE 2/3 |  |  |  |
| Semifinala |             |             |             |             |        |         |        |        |        |        |        |        |        |        |        |        |        |         |        |        |        |     |          |              |  |  |  |
| 4-9        | Alexandru * | Alexandru * | Alexandru * | Alexandru * | IMU    | IND 14  | IMU    | IMU    | CÂȘ 15 | IND 13 | IND 12 | CÂȘ 15 | IND 12 | IND 9  | IND 10 | IND 14 | IND 10 | IND 4   | IMU    | CÂȘ 15 | IMU    | AVA | ELIM N/A |              |  |  |  |
| 4-9        |             |             |             | Florin      | IMU    | CÂȘ 15  | IMU    | IND 14 | IMU    | IMU    | IND 14 | CÂȘ 15 | IND 13 | IMU    | IMU    | ULT 9  | CÂȘ 15 | IMU     | IND 13 | CÂȘ 15 | CÂȘ 15 | AVA | ELIM N/A |              |  |  |  |
| 4-9        | Keed        | Keed        | Keed        | Keed        | ULT 9  | IMU     | IND 10 | IND 10 | IMU    | IMU    | CÂȘ 15 | IND 12 | IMU    | IMU    | IND 11 | IMU    | IMU    | IMU     | IND 14 | ULT 9  | IND 13 | AVA | ELIM N/A |              |  |  |  |
| 4-9        | Riki        | Riki        | Riki        | Riki        | CÂȘ 15 | IND 12  | IND 12 | IND 14 | CÂȘ 15 | CÂȘ 15 | IMU    | IMU    | IND 10 | IND 9  | IMU    | IND 11 | IND 11 | CÂȘ 15  | CÂȘ 15 | IMU    | ULT 12 | AVA | ELIM N/A |              |  |  |  |
| 4-9        | Ștefan *    | Ștefan *    | Ștefan *    | Ștefan *    | IND 13 | CÂȘ 15  | CÂȘ 15 | CÂȘ 15 | IMU    | IMU    | CÂȘ 15 | CÂȘ 15 | IND 14 | IMU    | IND 13 | IMU    | IMU    | IMU     | IND 13 | CÂȘ 15 | IND 13 | AVA | ELIM N/A |              |  |  |  |
| 4-9        | Valentina   | Valentina   | Valentina   | Valentina   | IMU    | IMU     | IMU    | IMU    | IND 12 | ULT 8  | IND 12 | IND 14 | ULT 9  | IND 14 | IND 12 | IND 12 | IND 10 | IND 12  | IMU    | CÂȘ 15 | IMU    | AVA | ELIM N/A |              |  |  |  |
| Bătălii    |             |             |             |             |        |         |        |        |        |        |        |        |        |        |        |        |        |         |        |        |        |     |          |              |  |  |  |
|            |             |             |             |             | 1      | 2       | 3      | 4      | 5      | 6      | 7      | 8      | 9      | 10     | 11     | 12     | 13     | 14      | 15     | 16     | 17     |     |          |              |  |  |  |
| 10/11      |             |             | Dorin       | Dorin       | IND 10 | ULT 6   | IND 14 | IND 13 | IND 10 | ULT 8  | IMU    | IMU    | IND 11 | IND 11 | IND 9  | IMU    | IMU    | ULT N/A | ULT 10 | IMU    | ELIM 9 |     |          |              |  |  |  |
| 10/11      | Victorina   | Victorina   | Victorina   | Victorina   | IND 10 | IND 14  | IND 10 | IND 12 | CÂȘ 15 | CÂȘ 15 | IMU    | IMU    | ULT 9  | IND 9  | IMU    | IND 11 | IND 13 | CÂȘ 15  | ULT 10 | IMU    | ELIM 9 |     |          |              |  |  |  |
| 12         | Ciprian     | Ciprian     | Ciprian     | Ciprian     | IND 10 | IND 14  | ULT 6  | IND 13 | IMU    | IMU    | IND 11 | IND 9  | IMU    | IMU    | IND 9  | IMU    | IMU    | IMU     | ELIM 7 |        |        |     |          |              |  |  |  |
| 13         |             |             | Enzo        | Enzo        | IMU    | IMU     | IMU    | IMU    | IND 12 | IND 9  | IND 12 | IND 11 | IND 10 | IND 9  | ULT 8  | IND 10 | ULT 9  | ELIM 9  |        |        |        |     |          |              |  |  |  |
| 14         | Nico        | Nico        | Nico        | Nico        | IMU    | IMU     | IMU    | IMU    | IND 13 | IND 12 | IND 12 | ULT 7  | IMU    | ULT 8  | IND 12 | ULT 9  | ELIM 6 |         |        |        |        |     |          |              |  |  |  |
| 15         | Andra       | Andra       | Andra       | Andra       | IMU    | IND 11  | IMU    | IMU    | IND 13 | IND 11 | ULT 10 | IND 13 | IMU    | IND 12 | IND 9  | ELIM 8 |        |         |        |        |        |     |          |              |  |  |  |
| 16         |             | Paul *      | Paul *      | Paul *      | IND 14 | IND N/A | IND 13 | IND 11 | IND 13 | IND 14 | IMU    | IMU    | IND 14 | ULT 6  | ELIM 7 |        |        |         |        |        |        |     |          |              |  |  |  |
| 17         | Mălai       | Mălai       | Mălai       | Mălai       | IND 12 | CÂȘ 15  | IND 9  | IND 10 | IND 14 | IND 10 | IMU    | IMU    | ELIM 8 |        |        |        |        |         |        |        |        |     |          |              |  |  |  |
| 18         |             |             | Mirela      | Mirela      | IND 11 | IMU     | IND 11 | IMU    | ULT 8  | IMU    | ULT 10 | ELIM 5 |        |        |        |        |        |         |        |        |        |     |          |              |  |  |  |
| 19         | Gabriela    | Gabriela    | Gabriela    | Gabriela    | IND 12 | IND 11  | IND 11 | IND 13 | IMU    | IMU    | ELIM 5 |        |        |        |        |        |        |         |        |        |        |     |          |              |  |  |  |
| 20         | Francisco   | Francisco   | Francisco   | Francisco   | IND 10 | IND N/A | IND 8  | ULT 9  | ULT 9  | ELIM 6 |        |        |        |        |        |        |        |         |        |        |        |     |          |              |  |  |  |
| 21         | Matias      | Matias      | Matias      | Matias      | IND 13 | IND 11  | IND 9  | ELIM 5 |        |        |        |        |        |        |        |        |        |         |        |        |        |     |          |              |  |  |  |
| 22         | Theo        | Theo        | Theo        | Theo        | ULT 9  | IMU     | ELIM 6 |        |        |        |        |        |        |        |        |        |        |         |        |        |        |     |          |              |  |  |  |
| 23         | Luca        | Luca        | Luca        | Luca        | IMU    | ELIM 5  |        |        |        |        |        |        |        |        |        |        |        |         |        |        |        |     |          |              |  |  |  |
| 24         | Radu        | Radu        | Radu        | Radu        | ELIM 8 |         |        |        |        |        |        |        |        |        |        |        |        |         |        |        |        |     |          |              |  |  |  |

Legendă:

* Cuțitul de aur
     (CÂȘTIGĂTOR) - concurentul a câștigat Chef la cuțite.
     (LOCURILE 2/3) - concurentul a fost pe locurile 2 sau 3 la Chef la cuțite.
     CÂȘ – concurentul a obținut cel mai mare punctaj la o probă individuală.
     ELIM  – concurentul a fost eliminat de la Chef la cuțite.
     IMU   – concurentul a fost în echipa câștigătoare și nu a participat la probă individuală, avansând la următoarea bătălie.
     IND – concurentul a participat la probă individuală, avansând la următoarea bătălie.
     IND – concurentul a participat la probă individuală, fiind înlocuit de alta persoanâ spre eliminare, avansând la urmatoarea bătălie.
     ULT   – concurentul a fost salvat de la eliminare de unul dintre Chefi, avansând la următoarea bătălie.
     ULT   – concurentul a fost ultimul salvat, avansând la următoarea bătălie.
     AVA - concurentul a participat în probele din semifinale, avansând la următoarea probă

### Sezonul 10
Al zecelea sezon a debutat pe data de 4 septembrie 2022 și s-a încheiat pe 1 decembrie 2022.
Finaliștii celui de-al zecelea sezon al show-ului au fost Adrian Stroe din echipa condusă de Chef Cătălin Scărlătescu, Raluca Todea din echipa lui Chef Florin Dumitrescu și Florica Boboi din echipa lui Sorin Bontea.
Florica Boboi este câștigătoarea celui de-al zecelea sezon ”Chefi la cuțite” din echipa lui chef Sorin Bontea. Ea a câștigat trofeul și marele premiu de 30.000 de euro.

#### Top 26
Legendă:
     – Eliminat
     – Câștigător
     – Locul 2/3
| Concurent                        | Vârstă | Domiciliu         | Ocupație                          | Status                      |
| -------------------------------- | ------ | ----------------- | --------------------------------- | --------------------------- |
| Florica Boboi                    | 37     | Maramureș         | Bucătar/Organizator de evenimente | Câștigător 1 Decembrie 2022 |
| Adrian Stroe (cuțitul de aur)    | 34     | Râmnicu Vâlcea    | Bucătar                           | Locul 2/3 1 Decembrie 2022  |
| Raluca Luciana Todea             | 42     | Deva              | Bucătar                           | Locul 2/3 1 Decembrie 2022  |
| Mădălina Cafadaru                | 43     | București         | Bucătar                           | Eliminat 31 Decembrie 2022  |
| Roxana Crudu (Oxy)               | 31     | Germania          | Bucătar                           | Eliminat 31 Decembrie 2022  |
| Dan Manciu                       | 32     | Oltenita          | Bucătar                           | Eliminat 31 Decembrie 2022  |
| Angelo Quintanar (Paco)          | 55     | Palma de Mallorca | Bucătar                           | Eliminat 31 Decembrie 2022  |
| Gheorghe Nicolae                 | 28     | Ploiești          | Administrator                     | Eliminat 31 Decembrie 2022  |
| Gabriel Drăgușanu                | 36     | Germania          | Bucătar                           | Eliminat 31 Decembrie 2022  |
| Titus Antonescu                  | 22     | București         | Designer                          | -                           |
| Madalina Cretan                  | 35     | București         | Antreprenor                       | -                           |
| Brigitta Gheorghe                | 33     | Oradea            | Bucătar                           | -                           |
| Ștefania Laura Pop               | 24     | Targu Mures       | Cofetar                           | -                           |
| Florin Dragomir (cuțitul de aur) | 30     | București         | Bucătar                           | -                           |
| Andrei Mihalcea                  | 32     | Brasov            | Antreprenor                       | -                           |
| Darius Cretan (Nosfe)            | 37     | București         | Antreprenor                       | -                           |
| Tobi Ibitoye                     | 28     | București         | Bucătar                           | -                           |
| Ahmad Daas                       | 28     | Ploiești          | Antreprenor                       | -                           |
| Carmen Cojocar                   | 28     | Timisoara         | Cofetar                           | -                           |
| Lina Chirilă                     | 65     | Neamt             | Bucătar                           | -                           |
| Arminia Lorena Grad              | 36     | Italia            | Antreprenor                       | -                           |
| Sorin Ilieș (cuțitul de aur)     | 32     | Brasov            | Bucătar                           | -                           |
| Cătălin Boroica                  | 26     | Alba Iulia        | Bucătar                           | -                           |
| Maria-Florina Stan               | 36     | Slobozia          | Antreprenor                       | -                           |
| Robert Mihăilescu                | 27     | Cluj Napoca       | Bucătar                           | -                           |

### Sezonul 11
Al unsprezecelea sezon a debutat pe data de 27 martie 2023 și s-a încheiat pe data de 20 iunie 2023.
Finaliștii celui de-al unsprezecelea sezon al show-ului au fost Dumitru Paul Tudosescu (Pablo) din echipa condusă de Chef Cătălin Scărlătescu, Laurențiu Neamțu din echipa lui Chef Florin Dumitrescu și  Nina Hariton din echipa lui Sorin Bontea.
Nina Hariton este câștigătoarea celui de-al unsprezecelea sezon ”Chefi la cuțite” din echipa lui chef Sorin Bontea. Ea a câștigat trofeul și marele premiu de 30.000 de euro.

#### Top 26
Legendă:
     – Eliminat
     – Câștigător
     – Locul 2/3
| Concurent                               | Vârstă | Domiciliu         | Ocupație                           | Status                   |
| --------------------------------------- | ------ | ----------------- | ---------------------------------- | ------------------------ |
| Nina Hariton (cuțitul de aur)           | 31     | Paris, Franța     | agent imobiliar                    | Câștigător 21 Iunie 2023 |
| Laurențiu Neamțu (cuțitul de aur)       | 35     | Brașov            | sous chef                          | Locul 2/3 21 Iunie 2023  |
| Paul (Pablo) Tudosescu (cuțitul de aur) | 39     | Anglia            | bucătar                            | Locul 2/3 21 Iunie 2023  |
| Anamaria Ijac                           | 34     | Tirol, Austria    | șeful departamentului de curățenie | Eliminați 19 Iunie 2023  |
| Roxana Crudu (Oxy)                      | 31     | Germania          | Bucătar                            | Eliminați 19 Iunie 2023  |
| Dan Manciu                              | 32     | Oltenita          | Bucătar                            | Eliminați 19 Iunie 2023  |
| Angelo Quintanar (Paco)                 | 55     | Palma de Mallorca | Bucătar                            | Eliminați 19 Iunie 2023  |
| Gheorghe Nicolae                        | 28     | Ploiești          | Administrator                      | Eliminați 19 Iunie 2023  |
| Gabriel Drăgușanu                       | 36     | Germania          | Bucătar                            | Eliminați 19 Iunie 2023  |
| Titus Antonescu                         | 22     | București         | Designer                           | -                        |
| Madalina Cretan                         | 35     | București         | Antreprenor                        | -                        |
| Brigitta Gheorghe                       | 33     | Oradea            | Bucătar                            | -                        |
| Ștefania Laura Pop                      | 24     | Targu Mures       | Cofetar                            | -                        |
| Florin Dragomir                         | 30     | București         | Bucătar                            | -                        |
| Andrei Mihalcea                         | 32     | Brasov            | Antreprenor                        | -                        |
| Darius Cretan (Nosfe)                   | 37     | București         | Antreprenor                        | -                        |
| Tobi Ibitoye                            | 28     | București         | Bucătar                            | -                        |
| Ahmad Daas                              | 28     | Ploiești          | Antreprenor                        | -                        |
| Carmen Cojocar                          | 28     | Timisoara         | Cofetar                            | -                        |
| Lina Chirilă                            | 65     | Neamt             | Bucătar                            | -                        |
| Arminia Lorena Grad                     | 36     | Italia            | Antreprenor                        | -                        |
| Sorin Ilieș (cuțitul de aur)            | 32     | Brasov            | Bucătar                            | -                        |
| Cătălin Boroica                         | 26     | Alba Iulia        | Bucătar                            | -                        |
| Maria-Florina Stan                      | 36     | Slobozia          | Antreprenor                        | -                        |
| Robert Mihăilescu                       | 27     | Cluj Napoca       | Bucătar                            | -                        |

### Sezonul 12
Al doisprezecelea sezon a debutat pe 2 septembrie 2023 și s-a încheiat în data de 18 octombrie 2023.
Finaliștii acestui sezon al show-ului au fost Valentin Timofte din echipa condusă de Chef Sorin Bontea și Ioana Dehelean alături de Janni Alexandridis din echipa condusă de Chef Florin Dumitrescu.
Câștigătorul acestui sezon este Janni Alexandridis. Acesta a câștigat marele premiu în valoare de 30.000€. A fost ultimul sezon cu Chef Sorin Bontea, Chef Florin Dumitrescu și Chef Cătălin Scărlătescu în echipă.

### Sezonul 13
Al treisprezecelea sezon a debutat pe 18 martie 2024 și s-a încheiat pe 15 mai 2024 și aduce o schimbare în ceea ce privește juriul. Toți cei trei chefi care au condus emisiunea în primele 12 sezoane părăsesc showul, iar în loc vin patru chefi: Chef Richard Abou Zaki, Chef Alexandru Sautner, Chef Ștefan Popescu și Chef Orlando Zaharia.
Finaliștii celui de-al treisprezecea sezon al show-ului au fost Lucica Susanu din echipa condusă de Chef Orlando Zaharia, Lăcrămioara Pintiilie din echipa lui Chef Richard Abou Zaki și Mihai Dragomir din echipa lui Alexandru Sautner.
Mihai Dragomir este câștigătorul celui de-al treisprezecea sezon ”Chefi la cuțite” din echipa lui chef Alexandru Sautner. El a câștigat trofeul și marele premiu de 30.000 de euro.

#### Top 21
Legendă:
     – Eliminat
     – Câștigător
     – Locul 2/3
| Concurent                             | Vârstă | Domiciliu      | Ocupație                                       | Status                    |
| ------------------------------------- | ------ | -------------- | ---------------------------------------------- | ------------------------- |
| Mihai Dragomir (Cuțitul de aur)       | 23     | Techerghiol    | Bucătar                                        | Câștigător 15 Mai 2024    |
| Lăcrămioara Pintilie (Cuțitul de aur) | 35     | Reșița         | Chef                                           | Locul 2 15 Mai 2024       |
| Lucica Susanu                         | 33     | Anglia         | Patiser                                        | Locul 3 15 Mai 2024       |
| Andrea Recaldin                       | 31     | Italia         | Chef                                           | Eliminat 14 Mai 2024      |
| Antonio Ștefănescu                    | 37     | Liverpool      | Chef                                           | Eliminat 14 Mai 2024      |
| Nicoleta Sima (Raisa)                 | 35     | Germania       | Casnica                                        | Eliminat 14 Mai 2024      |
| Mădălin Dumitru (Cuțitul de aur)      | 30     | Belgia Sinaia  | Chef                                           | Eliminat 14 Mai 2024      |
| Daiel Ilie (Varză)                    | 55     | București      | Comediant                                      | Eliminat 14 Mai 2024      |
| Alexandra Veber                       | 33     | Cuca Galați    | Casnica                                        | Eliminat 14 Mai 2024      |
| Claudia Sauliuc                       | 41     | Anglia         | Hair Stylist                                   | Eliminat 13 Mai 2024      |
| Arun Dumitru Vasile                   | 44     | Baile Olănești | Șofer                                          | Eliminat 13 Mai 2024      |
| Adnana Mihaela Irimia                 | 25     | Pavia Italia   | FM Logistic                                    | Eliminat 13 Mai 2024      |
| Iulia Maria Creangă                   | 41     | Dobroești      | Consiliu Personal                              | Eliminat 8 Mai 2024       |
| Cătălin Țociu                         | 28     | București      | Pizzar și bucătar                              | Eliminat 8 Mai 2024       |
| Alexandru Săbădeanu (Cuțitul de aur)  | 30     | București      | Bucătar și Patiser                             | Eliminat 7 Mai 2024       |
| Vlad Niculici (Mr. Cheesecake)        | 34     | Târgu Mureș    | Antrepenor                                     | Eliminat 6 Mai 2024       |
| Bogdan Năstase                        | 29     | Iași           | Luptător K1                                    | Eliminat 30 Aprilie 2024  |
| Gabriela Lucuțar                      | 40     | Germania       | Maestru de ceremonii la Casa Funerara Memorial | Eliminat 29 Aprilie 2024  |
| Geanina Crăciun                       | 30     | București      | Reporter                                       | Eliminat 23 Aprilie 2024  |
| Tania Găman                           | 39     | București      | Antrenor de fitness                            | Eliminat 22 Apirilie 2024 |
| Ancuța Pop                            | 33     | Maramureș      | Cântăreață de muzică populară                  | Eliminat 21 Aprilie 2024  |

#### Probe pe amuletă
| Total Amulete        | Total Amulete           | Total Amulete             | Total Amulete             | Total Amulete          | Invitat                       |
| Amuletă              | Chef Orlando Zaharia 41 | Chef Richard Abou Zaki 38 | Chef Alexandru Sautner 40 | Chef Ștefan Popescu 35 | Invitat                       |
| -------------------- | ----------------------- | ------------------------- | ------------------------- | ---------------------- | ----------------------------- |
| Amuleta 1 Ediția 1   | 4 (Silver)              | 5 (Gold)                  | 2                         | 3 (Bronze)             | Chef Vlad Pădurescu           |
| Amuleta 2 Ediția 2   | 4 (Silver)              | 2                         | 5 (Gold)                  | 3 (Bronze)             | Romică Țociu                  |
| Amuleta 3 Ediția 3   | 5 (Gold)                | 3 (Bronze)                | 2                         | 4 (Silver)             | Roxana Blenche                |
| Amuleta 4 Ediția 4   | 3 (Bronze)              | 2                         | 4 (Silver)                | 5 (Gold)               | Mihai Morar                   |
| Amuleta 5 Ediția 5   | 2                       | 5 (Gold)                  | 4 (Silver)                | 3 (Bronze)             | Chef Florin Ivan              |
| Amuleta 6 Ediția 6   | 3 (Bronze)              | 4 (Silver)                | 5 (Gold)                  | 2                      | Ruby                          |
| Amuleta 7 Ediția 7   | 4 (Silver)              | 3 (Bronze)                | 5 (Gold)                  | 2                      | Alex Popescu                  |
| Amuleta 8 Ediția 8   | 4 (Silver)              | 5 (Gold)                  | 3 (Bronze)                | 2                      | Nea Marin Barbu               |
| Amuleta 9 Ediția 9   | 5 (Gold)                | 4 (Silver)                | 2                         | 3 (Bronze)             | Radu Darie și Dragoș Blănăriu |
| Amuleta 10 Ediția 10 | 5 (Gold)                | 2                         | 4 (Silver)                | 3 (Bronze)             | Elwira Petre                  |
| Amuleta 11 Ediția 11 | 2                       | 3 (Bronze)                | 4 (Silver)                | 5 (Gold)               | Antonio Passarelli            |

#### Probe pe echipe
| Proba pe echipe    | Total farfurii                  | Total farfurii                  | Total farfurii                     |
| Proba pe echipe    | Chef Orlando Zaharia (verde) 34 | Chef Richard Abou Zaki (roz) 44 | Chef Alexandru Sautner (galben) 32 |
| ------------------ | ------------------------------- | ------------------------------- | ---------------------------------- |
| Proba 1 Ediția 15  | 3                               | 6                               | 2                                  |
| Proba 2 Ediția 16  | 1                               | 9                               | 1                                  |
| Proba 3 Ediția 17  | 8                               | 1                               | 2                                  |
| Proba 4 Ediția 18  | 6                               | 3                               | 2                                  |
| Proba 5 Ediția 19  | 2                               | 6                               | 3                                  |
| Proba 6 Ediția 20  | 0                               | 5                               | 6                                  |
| Proba 7 Ediția 21  | 7                               | 0                               | 4                                  |
| Proba 8 Ediția 22  | 1                               | 5                               | 5                                  |
| Proba 9 Ediția 23  | 1                               | 6                               | 4                                  |
| Proba 10 Ediția 24 | 5                               | 3                               | 3                                  |

### Sezonul 15
Al cincisprezecelea sezon a debutat pe 10 martie 2025 și s-a încheiat pe 28 mai. În urma notelor primite de chefi, Richard Abou Zaki și Orlando Zaharia au avut propriile echipe, iar Alexandru Sautner și Ștefan Popescu au condus împreună o echipă. Pentru prima dată, patru concurenți au ajuns în finală. Câștigător a fost desemnat Claudiu Gherguț, component al echipei lui Orlando Zaharia.

#### Top 27
Legendă:
     – Echipa lui Chef Richard
     – Echipa lui Chef Orlando
     – Echipa lui Chef Alexandru și Chef Ștefan
     – Câștigător
     – Locul 2/4
| Concurent                          | Vârstă | Domiciliu           | Ocupație               | Status                  |
| ---------------------------------- | ------ | ------------------- | ---------------------- | ----------------------- |
| Claudiu Gherguț (Cuțitul de aur)   | 30     | Franța              | Sous chef              | Câștigător              |
| Andy van de Gucht (Cuțitul de aur) | 29     | Belgia              | Chef                   | Locurile 2/4            |
| Bogdan Iancu                       | 27     | București           | Head chef              | Locurile 2/4            |
| Dragoș Dudu (Cuțitul de aur)       | 27     | Luxemburg           | Bucătar familia regală | Locurile 2/4            |
| Adrian Leonard Doroftei            | 29     | București           | Cons. aviatic          | Eliminat în semifinale  |
| Alina Bergamini                    | 35     | Londra              | Bucătar patiser        | Eliminat în semifinale  |
| Mircea Jurj                        | 60     | Alba Iulia          | Bucătar                | Eliminat în semifinale  |
| Nicoleta Ion                       | 37     | Drăgănești, Galați  | Ajutor de bucătar      | Eliminat în semifinale  |
| Olimpia Stemate                    | 52     | Otopeni             | Cofetar                | Eliminat în semifinale  |
| Andrei Flutur                      | 19     | Galați              | Chef bucătar           | Eliminat pe 26 mai      |
| Ioana Alexandrina Petria           | 25     | Râmnicu Vâlcea      | Îngrijire copil        | Eliminată pe 26 mai     |
| Maria Chirilov                     | 31     | București           | Pastry chef            | Eliminată pe 21 mai     |
| Cristian Buburuz - Bubu            | 48     | Cluj-Napoca         | Creator de conținut    | Eliminat pe 20 mai      |
| Olivia Cucoș                       | 24     | București           | Jurnalist              | Eliminată pe 19 mai     |
| Simona Ioana Hajdu                 | 34     | Cluj-Napoca         | Arhitect               | Eliminată pe 14 mai     |
| Cateluța Ciomîrdac                 | 43     | București           | Pensionară             | Eliminată pe 13 mai     |
| Diana Gabriela Mureșan             | 21     | Cluj-Napoca         | Chef                   | Eliminată pe 12 mai     |
| Andra Podoabă                      | 28     | Cluj-Napoca         | Model / Manager        | Eliminată pe 7 mai      |
| Ilinca Szekely                     | 35     | Cluj-Napoca         | Patron cofetărie raw   | Eliminată pe 6 mai      |
| Mary Tănase                        | 49     | Gorunești/Slătioara | Pensionară             | Eliminată pe 5 mai      |
| Mihai Vasile - Mexicanu'           | 19     | Popești-Leordeni    | Shaormar               | Eliminat pe 30 aprilie  |
| Noni Gaspar                        | 32     | București           | Antreprenor            | Eliminat pe 29 aprilie  |
| Maria Bayerl                       | 37     | București           | Medic ORL              | Eliminată pe 28 aprilie |
| Gabriel Sandu - Tiger              |        | Domnești, Ilfov     | Antreprenor            | Eliminată pe 23 aprilie |
| Sarah Sarrad                       | 30     | Dubai               | Antreprenor            | Eliminată pe 22 aprilie |
| Cornelia Musi                      | 46     | Valencia            | Ajutor de bucătar      | Eliminată pe 21 aprilie |
| Andreea Apostoiu Balaban           | 35     | Bolintin Deal       | Bucătar                | Eliminată pe 16 aprilie |

#### Probe pe echipe
| Proba pe echipe | Total farfurii             | Total farfurii                                     | Total farfurii                      |
| Proba pe echipe | Chef Orlando Zaharia (mov) | Chef Alexandru Sautner Chef Ștefan Popescu (verde) | Chef Richard Abou Zaki (portocaliu) |
| --------------- | -------------------------- | -------------------------------------------------- | ----------------------------------- |
| Proba 1         | 5                          | 2                                                  | 5                                   |
| Proba 2         | 5                          | 5                                                  | 1                                   |
| Proba 3         | 3                          | 3                                                  | 5                                   |
| Proba 4         | 0                          | 6                                                  | 5                                   |
| Proba 5         | 0                          | 4                                                  | 7                                   |
| Proba 6         | 2                          | 1                                                  | 8                                   |
| Proba 7         | 5                          | 3                                                  | 3                                   |
| Proba 8         | 2                          | 1                                                  | 8                                   |
| Proba 9         | 4                          | 4                                                  | 3                                   |
| Proba 10        | 4                          | 1                                                  | 6                                   |
| Proba 11        | 8                          | 1                                                  | 2                                   |
| Proba 12        | 4                          | 1                                                  | 6                                   |
| Proba 13        | 1                          | 3                                                  | 7                                   |
| Proba 14        | 6                          | 2                                                  | 3                                   |
| Proba 15        | 6                          | 0                                                  | 5                                   |
| Proba 16        | 9                          | 0                                                  | 2                                   |
| Proba 17        | 5                          | 3                                                  | 4                                   |

## Premii
Chefi la cuțite a fost desemnat de șapte ori consecutiv Cel mai bun show culinar la Premiile TV Mania, între anii 2017 și 2023.
În anul 2017, Chefi la cuțite, a fost desemnat cel mai bun show de divertisment la Premiile Radar de Media.